# Liste der Hochschulen in der Autonomen Region Kurdistan
Die Liste der Hochschulen in der Autonomen Region Kurdistan enthält alle staatlichen und privaten Hochschulen in der Autonomen Region Kurdistan.

## Erklärung
- Name: Nennt den Namen der Einrichtung.
- Gouvernement: Nennt das Gouvernement der Einrichtung.
- Träger: Nennt den Träger der Einrichtung. Dieser kann staatlich oder privat sein.
- Promotionsrecht: Nennt, ob die Einrichtung Promotionsrecht hat (ja), oder nicht (nein).
- Gründung: Nennt das Jahr, in dem die Einrichtung (erstmals) gegründet worden ist.
- Studierende: Nennt die Anzahl der immatrikulierten Studenten.
- Stand: Nennt das Semester, in dem die Studentenzahl erhoben wurde.

Die Liste kann durch Anklicken der Pfeilsymbole in den Spaltenköpfen umsortiert werden. Wiederholtes Auswählen kehrt die Sortierung um. Eine Mehrfachsortierung kann durch Auswählen mehrerer Spaltenköpfe nacheinander erreicht werden, da in der neusten Sortierung gleichrangige Einträge in der Reihenfolge der vorherigen Sortierung erhalten bleiben.

## Alle staatlichen und staatlich anerkannten Hochschulen
| Name                                                                       | Gouvernement    | Träger    | Prom.- recht | Grün- dung | Studierende | Stand     |
| -------------------------------------------------------------------------- | --------------- | --------- | ------------ | ---------- | ----------- | --------- |
| University of Sulaimani (UOS)                                              | as-Sulaimaniyya | staatlich | ja           | 1968       | 24.488      | 2009/10   |
| Salahaddin University (SUE)                                                | Erbil           | staatlich | ja           | 1981       | 23.000      | 2012/13   |
| University of Duhok (UoD)                                                  | Dahuk           | staatlich | ja           | 1992       | 14.539      | 2014      |
| University of Kurdistan Hewlêr (UKH)                                       | Erbil           | staatlich | ja           | 2006       | 414         | 2010/2011 |
| University of Halabja                                                      | Halabdscha      | staatlich | nein         | 2010       |             | [ 5 ]     |
| University of Garmian                                                      | as-Sulaimaniyya | staatlich | ja           | 2010       | 5.000       | 2015      |
| Koya University                                                            | Erbil           | staatlich | ja           | 2003       | 3.695       | 2010/11   |
| Soran University                                                           | Erbil           | staatlich | nein         | 2009       |             |           |
| Hawler Medical University                                                  | Erbil           | staatlich | ja           | 2005       | 1.608       | 2010/11   |
| University of Zakho                                                        | Dahuk           | staatlich | ja           | 2010       |             |           |
| University of Raparin                                                      | as-Sulaimaniyya | staatlich | nein         | 2010       | 2.127       | 2012/13   |
| Erbil Polytechnic University                                               | Erbil           | staatlich | nein         | 2013       |             |           |
| Sulaimani Polytechnic University                                           | as-Sulaimaniyya | staatlich | nein         | 1996       | 13.520      | 2013      |
| Charmo University                                                          | as-Sulaimaniyya | staatlich | nein         | 2014       |             | [ 12 ]    |
| Duhok Polytechnic University                                               | Dahuk           | staatlich | nein         | 2013       | 5.040       | 2013/14   |
| American University Duhok Kurdistan                                        | Dahuk           | privat    | nein         | 2014       |             |           |
| American University of Iraq – Sulaimani (AUIS)                             | as-Sulaimaniyya | privat    | nein         | 2007       |             | [ 13 ]    |
| University of Human Development                                            | as-Sulaimaniyya | privat    | nein         | 2008       | 379         | 2008      |
| Nawroz University                                                          | Dahuk           | privat    | nein         | 2004       |             | [ 15 ]    |
| Hayat Private University                                                   | Erbil           | privat    | nein         | 2009       |             |           |
| Lebanese French University (LFU)                                           | Erbil           | privat    | nein         | 2007       |             | [ 16 ]    |
| Cihan University Hawler                                                    | Erbil           | privat    | nein         | 2007       |             | [ 17 ]    |
| Cihan University Sulaimaniya                                               | as-Sulaimaniyya | privat    | nein         | 2011       |             | [ 18 ]    |
| Cihan University Duhok                                                     | Dahuk           | privat    | nein         | 2013       |             |           |
| Sabis University                                                           | Erbil           | privat    | nein         | 2008       |             | [ 19 ]    |
| Komar University of Science and Technology                                 | as-Sulaimaniyya | privat    | nein         | 2009       |             | [ 20 ]    |
| Bayan University (auch British Royal University of Science and Technology) | Erbil           | privat    | nein         | 2013       |             | [ 21 ]    |
| Ishik University                                                           | Erbil           | privat    | nein         | 2008       |             | [ 22 ]    |
| Ishik University - Sulaimaniya                                             | as-Sulaimaniyya | privat    | nein         | 2008       |             |           |